# Tmesisternus adspersarius
Tmesisternus adspersarius è una specie di coleottero del genere Tmesisternus, famiglia Cerambycidae. Fu descritta scientificamente da Breuning nel 1939 e abita frequentemente le foreste tropicali della Papua Nuova Guinea. È una specie che raggiunge dimensioni tra i 17 e i 26 mm.